# Gregg Giuffria
Gregg Giuffria (* 28. Juli 1955 in den USA) ist ein US-amerikanischer Keyboarder des melodischen Hard-Rock-Genres. Er stilisierte sich als Tastenvirtuose des „Hair Metal“.

## Leben und Wirken
Seine erste Band Angel, die er schon in Highschool-Jahren Mitte der 1970er Jahre gegründet hatte, bekam nie die erhoffte Aufmerksamkeit, weshalb sie 1981 die Segel strich.
Zu Anfang der 1980er Jahre gründete er die nach ihm benannte AOR-Band Giuffria, mit der er zwei Platten veröffentlichte, darunter die von der Kritik gelobte, aber kommerziell erfolglose Silk & Steel. Unter der Regie und Produktion von Gene Simmons benannte sich die Band in House of Lords um und trennte sich von Sänger David Glen Eisley. Als Ersatz für ihn wurde der Rocksänger James Christian aus Los Angeles verpflichtet und Gene Simmons nahm die Band für sein eigenes Musiklabel Simmons Records unter Vertrag.
Gregg Giuffria wirkte später als Gastmusiker auf dem Album The Final Frontier der US-Metal-Band Keel mit. Im Jahr 2006 reformierten sich House of Lords um Sänger James Christian, jedoch ohne Giuffria, der nur als Studiomusiker am neuen Album beteiligt war.
Giuffria ist mit der Schauspielerin April Clough verheiratet.

## Diskografie
mit Angel
- 1975: Angel
- 1976: Helluva Band
- 1977: On Earth As It Is On Heaven
- 1978: White Hot
- 1979: Bad Publicity / Sinful
- 1980: Live Without A Net
- 1989: Can You Feel It

mit Giuffria
- 1984: Giuffria
- 1986: Silk & Steel

mit House of Lords
- 1988: House of Lords
- 1990: Sahara
- 1992: Demons Down
- 2006: World Up Side Down

| Personendaten    | Personendaten                |
| ---------------- | ---------------------------- |
| NAME             | Giuffria, Gregg              |
| KURZBESCHREIBUNG | US-amerikanischer Keyboarder |
| GEBURTSDATUM     | 28. Juli 1955                |
| GEBURTSORT       | USA                          |